# Drepanosticta sumatrana
Drepanosticta sumatrana är en trollsländeart som beskrevs av Sasamoto och Karube 2007. Drepanosticta sumatrana ingår i släktet Drepanosticta och familjen Platystictidae. Inga underarter finns listade i Catalogue of Life.